# مجیک‌سیتی

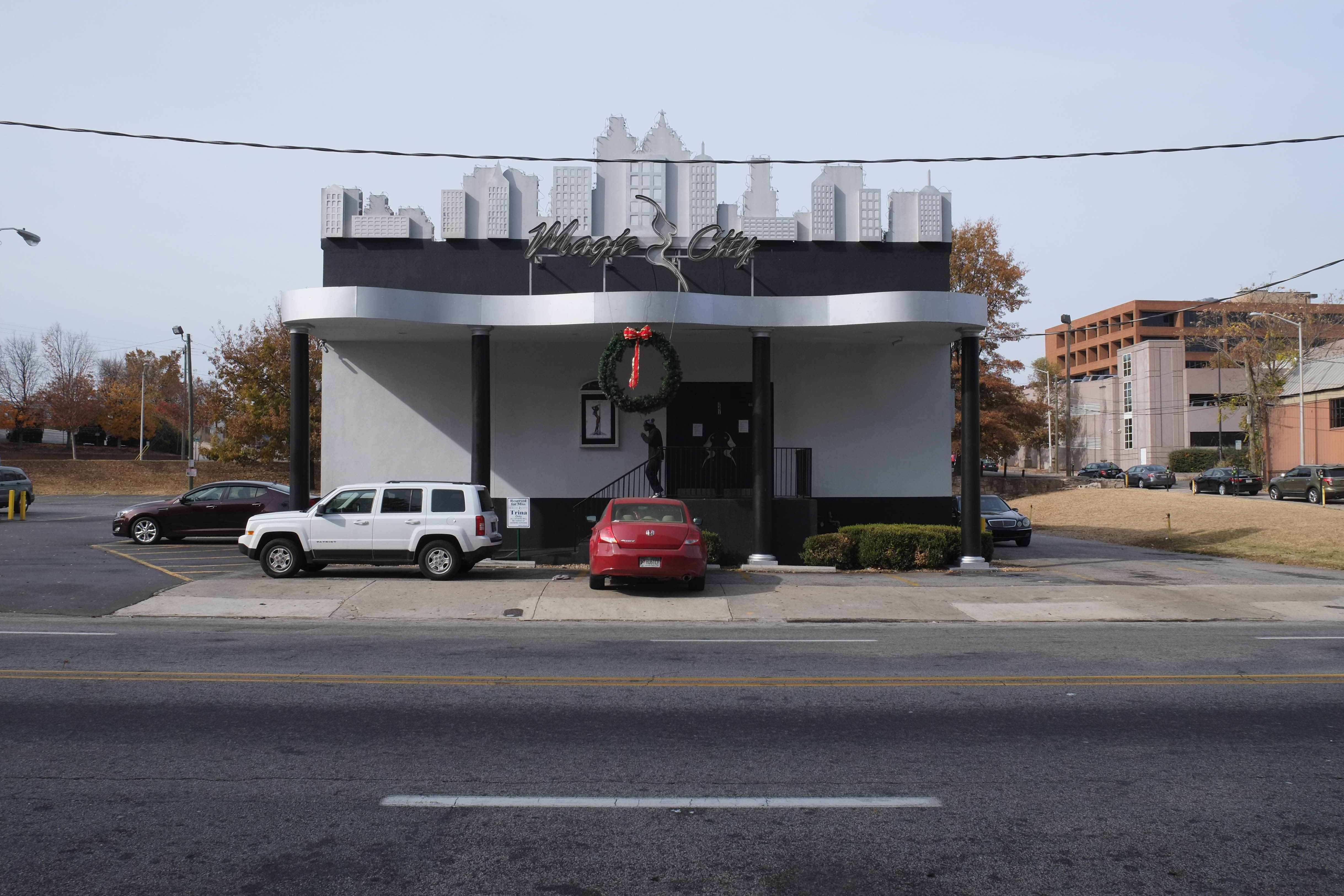
ساختمان مجیک‌سیتی

مجیک‌سیتی (به انگلیسی: Magic City (club)) یک کلوپ رقص برهنگی و هیپ‌هاپ در آتلانتا آمریکا است. این مایکل بارنی بزرگ در سال ۱۹۸۵ تأسیس شد و هم‌اکنون توسط مایکل بارنی کوچک اداره می‌شود. دی‌جی اسکو و میگوس از دی‌جی‌هایی هستند که به صورت دائمی در مجیک سیتی کار می‌کنند البته دی‌جی‌های مشهور دیگری مانند یانگ تاوگ و توچاینز به عنوان مهمان نقش ایفا می‌کنند.

## بازگشایی مجدد
مجیک‌سیتی در نوامبر ۲۰۱۸ بازسازی شد، دریک (چهره مشهور حاضر در جشن) ادعا کرده جشن سی و پنجمین سالگرد مجیک‌سیتی یک کامیون پولپاشی شده‌است.در دسامبر ۲۰۱۸ نیز بازیکنان بسکتبال آتلانتا یونایتد جشن قهرمانی خود را در مجیک سیتی برگزار کردند. بازدیدکنندگان قابل توجهی از این شهر جادویی وجود داشته است.